# Christoph von Schmid
Pour les articles homonymes, voir Schmid.
Œuvres principales
- Les Œufs de Pâques (1816)
- La Veille de Noël (1825)

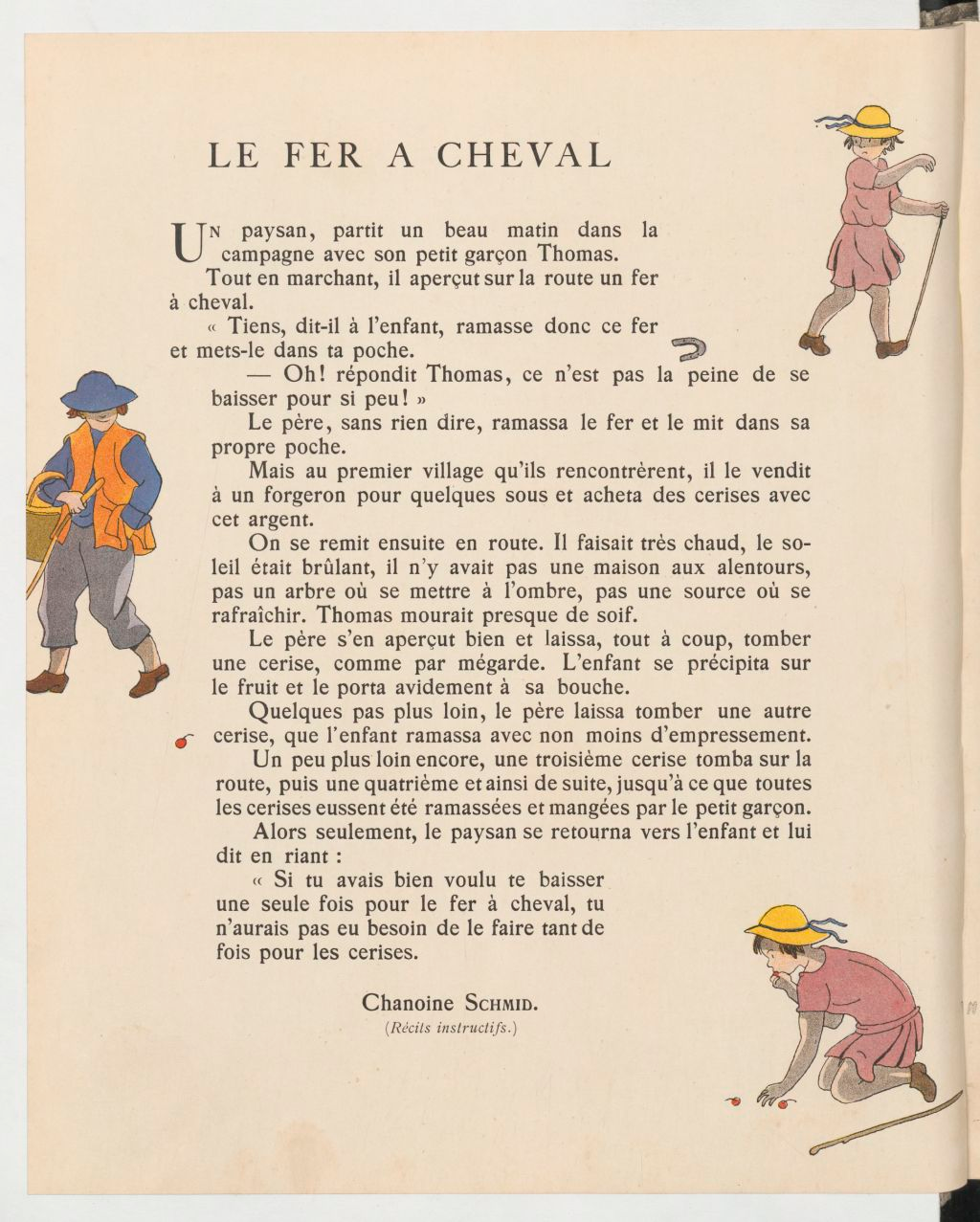
Le Fer à cheval, conte illustré par M. M. Franc-Nohain

Christoph von Schmid (né Johann Christoph Friedrich von Schmid le 15 août 1768 à Dinkelsbühl et mort le 3 septembre 1854 à Augsbourg), est un prêtre catholique et un écrivain allemand de livres pour enfants et d'écrits religieux.
Il est reconnu comme l'écrivain précurseur de livres pour enfants. Écrits dans le langage parlé par les enfants et non pas le langage des livres, à une époque où peu d'auteurs pour la jeunesse existent, ses récits ont connu un grand succès et ont été traduits dans de nombreuses langues. En France, il est publié dès 1816 et a été constamment réédité (en 2013, est paru un recueil de ses contes).
Toujours très populaire en Allemagne, il y est considéré comme le prince des écrivains d'histoires pour la jeunesse. Plusieurs diocèses utilisent encore ses livres, y compris les diocèses catholiques d'Amérique du Nord.

## Biographie
Johann Christoph Friedrich naît en 1768 à Dinkelsbühl au numéro 19 de la rue Klosterg dans une famille pieuse. Son père Friedrich Schmid, époux de Theresia Hartel, est un fonctionnaire respecté, au service de l'Ordre hospitalier des chevaliers teutoniques, un ordre chevaleresque et caritatif. Ainé de huit frères et sœurs, la mort précoce du père apporte la pauvreté à la maison. Son enfance est néanmoins très heureuse. Il fréquente l'école primaire, puis est choisi pour suivre des cours particuliers à l'abbaye. Il étudie au lycée catholique pendant deux ans puis fréquente la Sexta du Gymnasium (lycée) de Dillingen. Après l'obtention de son diplôme, il est placé comme tuteur dans une famille aisée chez laquelle il développe un talent pédagogique et narratif.
Ayant choisi la vocation de prêtre, il s'inscrit à l'Université pontificale de Dillingen et étudie la théologie. En 1791, il est ordonné prêtre et commence sa carrière ecclésiastique comme vicaire dans le district actuel de Mindelheimer Nassenbeuren, où il a probablement écrit la célèbre chanson de Noël : Ihr Kinderlein, kommet. En 1792, il devient aumônier en Allemagne.
À partir de 1796, à l'âge de 28 ans, il est nommé directeur d'une grande école pour enfants à Thannhausen (en Bavière) où il enseignera de nombreuses années. C'est là qu'il commence à écrire pour les enfants. En 1816, il est nommé curé à Oberstadion, puis obtient en 1827 un canonicat (titre de chanoine) à la cathédrale d'Augsbourg, et est nommé administrateur du système scolaire.
Christoph von Schmid meurt du choléra à l'âge de 87 ans.
De son vivant, il a reçu de nombreux honneurs : son 80e anniversaire est décrété jour férié à Augsbourg ; la même année, l'Université de Prague lui  décerne le titre de docteur honoris causa en théologie. Le roi bavarois Ludwig l’anoblit en 1837. En 1850, il a reçu la Croix de commandant de l'Ordre de Saint Michael (Komturkreuz des Verdienstordens vom Heiligen Michael). Le théologien allemand Johann Michael Sailer, évêque de Ratisbonne, lui a donné le titre honorifique de « Chroniqueur de Jésus - le cinquième évangéliste » pour son talent narratif.

## Carrière littéraire
C'est lorsqu'il est enseignant à l'école de Thannhausen, que l’idée vient au chanoine Schmidd'écrire des historiettes morales à ses élèves.
Les contes qu'il écrit sont essentiellement centrés sur l'apprentissage des valeurs morales et des valeurs chrétiennes. Les histoires relatent le plus souvent l'arrivée d'un événement qui va perturber la joie des gens de bien, et que la Providence supprimera à la fin. Le but de l'auteur est d'éveiller la pratique de la piété chez les jeunes lecteurs.
Dans l'introduction du recueil complet en 24 volumes de tous ses écrits dont il commence la publication en 1841, il explique de quelle manière ont été écrites ses nouvelles : elles n'ont pas été composées pour un public inconnu dans un but mercantile, mais pour des enfants qu'il côtoyait tous les jours. Ses histoires, écrit-il, n'étaient pas à la base destinées à être publiées. Pour appliquer ses leçons d’instruction religieuse, il a cherché à les illustrer avec des exemples pris dans l'Antiquité chrétienne, les légendes et dans d'autres sources.
Son but était de récompenser ses écoliers en leur lisant, après la fin de la classe, une petite histoire écrite par lui. Les élèves devaient ensuite mettre le récit par écrit chez eux. La lecture des comptes-rendus de ses écoliers lui a permis de se familiariser avec le large éventail de pensées et de langage des enfants. Il a donc pris soin, dans ses œuvres, de parler leur style de langage plutôt que le langage des livres - ce qui était alors une innovation dans la littérature pour la jeunesse. Il a pu observer par lui-même ce qui marquait l’esprit et le cœur des enfants, des plus jeunes aux plus âgés.

Son talent de conteur lui a gagné l'affection des écoliers. Un de ses élèves a dit de lui : 

« Il parlait aux enfants de la même manière chaleureuse que l'aimable vieil homme avec Henri d'Eichenfels, ou comme Geneviève avec Schmerzenreich (NDLR : Henri d'Eichenfels et Geneviève sont les héros de deux de ses contes : Histoire de Henri d'Eichenfels et Geneviève de Brabant). Son apparition à l'école était chaque fois un spectacle joyeux pour nous, les enfants. Tous écoutaient dans le plus grand calme son discours amical... surtout quand l'objet du discours était illustré avec des exemples ou des histoires instructives. Si la leçon était finie, alors l'affectueux ami des enfants était assailli par une prière générale : "Une petite histoire ! une petite histoire !". La demande était rarement refusée, et c'était avec le visage souriant qu'il regagnait une nouvelle fois la chaire dans le coin de la salle de classe, où des visages fort joyeux rayonnaient vers lui.  »

Le premier livre que publie le chanoine Schmid est une Bible pour enfants, qui paraît en 1801. Suivront de nombreuses nouvelles : en 1810, est éditée à Augsbourg Geneviève de Brabant (Genovefa), son premier grand succès de librairie. En 1816, la parution de Les Œufs de Pâques (Die Ostereier) rencontre un tel succès que Christoph von Schmid se met à signer ses contes suivants par : Par l'auteur des "Œufs de Pâques".
Il a également écrit des poèmes qu'il a parsemés çà et là dans son œuvre, trois pièces de théâtre, des hymnes, des chansonnettes pour enfants ainsi qu'une autobiographie : Souvenirs de ma vie, mémoires du chanoine Schmid (Erinnerungen aus meinem Leben) (1853–1857), publiée en France en 1858.
Sa vie durant, il poursuivra sa vocation d'auteur pour enfants. Son œuvre a connu un grand succès et a été traduite en 24 langues. Les mérites du chanoine Schmid sont pleinement reconnus par les écrivains catholiques et protestants sur la pédagogie.
Son œuvre complète a été publiée en France à partir de 1821. En France, son récit le plus célèbre est Les Œufs de Pâques, histoire pour les étrennes de Pâques aux enfants (Die Ostereyer, 1816) et La Veille de Noël (Der Weihnachtsabend, 1825).

### Hommage posthume

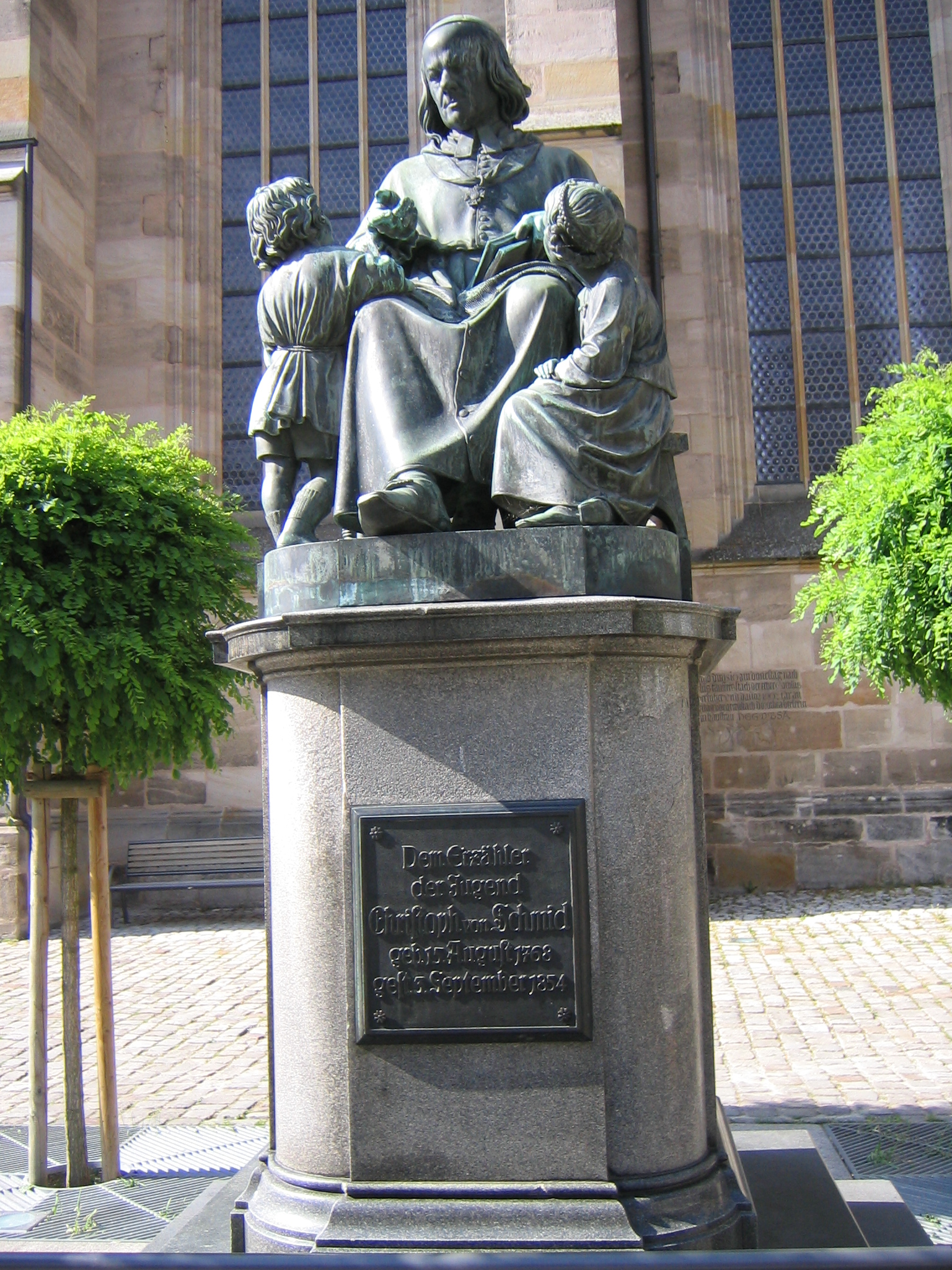
Statue de Christoph von Schmid devant l'église Saint-Georges à Dinkelsbühl, sa ville natale.

- La maison natale du chanoine Schmid à Dinkelsbühl, tout comme l'école de Thannhausen, ont rendu hommage au prêtre et à l'écrivain en érigeant chacune un monument (une statue de bronze en 1901 à Thannhausen).

- L'école secondaire de Thannhausen porte son nom, et à l'école primaire de Dinkelsbühl, une rue dans la vieille ville et un chêne à Schießwasen portent également son nom.

- À Dillingen, où il est allé à l'école, existe la rue Christoph von Schmid.

- À Nassenbeuren, une rue porte son nom et une plaque a été apposée sur l'église.

- À Eurasburg près d'Augsburg, son ami Franz Anton Schmid Haindl a planté en 1834 sur le bord d'une ancienne écurie du château, un tilleul toujours debout baptisé "Tilleul Christoph von Schmid" ; il a également construit à côté un petit monument de brique qui porte l'inscription suivante :

« Dis à celui que l'on honore / Aujourd’hui et quand passeront les siècles / Les hommages de ses amis / Toi, ô tilleul, qui lui est consacré / À Christoph von Schmidt. Au noble ami de la jeunesse. À l'enseignant de haute vertu. 5 mai 1834.»

## Œuvre

### Contes
Dans certaines publications françaises, des contes ont été attribués à tort à Christoph von Schmid ; ils ne figurent pas dans la liste ci-dessous. Par ailleurs, d'autres contes n'ont paru que dans des recueils et jamais séparément (cf. section "Recueils en français").

#### Contes publiés seuls
- Les Œufs de Pâques, histoire pour les étrennes de Pâques aux enfants (Die Ostereyer , 1816) — Toulouse, 1821. Dernière réédition en 1938 ; Tours : Alfred Mame (Texte en ligne sur Gallica)
- Comment le jeune Henri apprit à connaître Dieu (Wie Heinrich von Eichenfels zur erkenntniss Gottes kam, 1817), Histoire morale traduite de l'allemand par M. Lambert  — Paris, 1820. Réédité en 1834 sous le titre : Comment Henri d'Eichenfels parvint à la connaissance de Dieu ; Paris : Gaume frères. Réédition en 1835 sous le titre : Henri d'Eichenfel, ou Dieu révélé par le spectacle de la nature ; Paris : P. Dupont, 96 p. Réédition en 1846 sous le titre : Henri-Benjamin d'Eichenfels, ou les Bienfaits de la Providence ; Paris : Delarue, 180 p. Réédition en 1846 sous le titre : Histoire de Henri d'Eichenfels ; Strasbourg : Vve Levrault, 108 p.
- La Corbeille de fleurs (Das Blumenkörbchen, 1823) (conte dédié à l'adolescence par l'auteur des Œufs de Pâques) — Traduit par T. Derome ; Haguenau, 167 p., 1825. Paru également sous le titre Marie, ou la Corbeille de fleurs ; Tours : A. Mame, collection « Bibliothèque de la jeunesse chrétienne », 180 p., 1837. Dernière réédition en 1949 ; Paris, Impr. des Beaux-Arts.
- Le Serin (conte pour les enfants, par l'auteur des Œufs de Pâques) — Paris : Levrault, 1826. Dernière édition en 1937
- Rose de Tannebourg, histoire du vieux temps (Rosa von Tannenburg, 1823) — Traduit par T. Derome ; Paris : Treuttel et Wurtz, 197 p., 1826. Dernière réédition : 1940, Tours, Alfred Mame
- La Fête de Noël — Traduit par Th. Derome ; Haguenau, 237 p., 1826
- Le Ver luisant, conte pour les enfants, par l'auteur des "Œufs de Pâques" [le chanoine Schmid] — Paris : Levrault, 1827. Dernière édition en 1921
- Le Petit Mouton, histoire morale — Châtillon-sur-Seine : C. Cornillac, 1827. Dernière réédition : 1937
- L'Enfant perdu (Das verlorene Kind), conte pour les enfants, par l'auteur des "Œufs de Pâques" [le chanoine C. Schmid] — Paris : Levrault, 1828. Paru aussi sous le titre Auguste ou L'enfant perdu et retrouvé. Dernière réédition en 1949 ; Paris, Impr. des Beaux-Arts.
- La Colombe (Das Täubchen) — Paris : Levrault, 94 p., 1828
- Histoire de Geneviève de Brabant (Genovefa, 1810) — Paris : Levrault, 449 p., 1829. Réédité en 1835 sous le titre Geneviève de Brabant ; Paris : P. Dupont, 160 p. Dernière réédition : 1942 ; Tours, Paris, Alfred Mame.
- La Chapelle de la forêt (Die Waldkapelle) — conte pour les enfants ; Paris et Strasbourg : Levrault, 1829. Paru également sous le titre La Chapelle des bois
- La Veille de Noël (Der Weihnachtsabend, 1825) — Paris : Levrault, 154 p., 1829. Dernière réédition en 1949 ; Paris, Impr. des Beaux-Arts.
- Le Bon Fridolin et le Méchant Thierry (Der gute Fridolin und der böse Dietrich. Eine lehrreiche Geschichte für Ältern und Kinder, 1830)  — histoire instructive, Tome I, Paris : François-Georges Levrault, 1831. Réédité en 1839 sous le titre Le Bon Fridolin ; Paris : Pitois-Levrault, 2 vol. Réédité en 1842 sous le titre : La Vertu récompensée et le crime puni, ou le Bon Fridolin et le méchant Thierry, trad. abbé Lauren ; Paris, Limoges : M. Ardant frères, coll. Bibliothèque religieuse, morale et littéraire pour l'enfance et la jeunesse, In-12, VII-, 280 p. Dernière réédition : 1940 ; Tours : Alfred Mame. Lire en ligne
- La Croix de bois, ou la consolation dans le malheur (Das hölzerne Kreuz, 1826) — conte pour enfants, traduit de l'allemand d'après Barbier, lithogr. par François-Georges Levrault ; Paris : Levrault, 71 p., 1831. Paru également sous le titre : Le Crucifix de bois ; Limoges : Barbou frères, 36 p., 1865. Dernière réédition : 1925 ; Tours : A. Mame et fils
- Agnès, ou la petite joueuse de luth (Die kleine Lautenspielerin, 1832) — drame ; Paris : Levrault, 1832. Dernière réédition : 1952 ; Tours : A. Mame et fils. Lire en ligne
- La Guirlande de houblon (Hopfenblüthen) — Lithographie par François-Georges Levrault ; Paris : Levrault, 99 p., 1832. Paru également sous le titre : La Guirlande de houblon, épisode de la vie d'un pauvre maître d'école de campagne ; Tours : A. Mame, 170 p., 1836. Dernière réédition en 1907
- La Bonne Fille ou la petite servante par dévouement, historiette racontée par l'auteur des "Œufs de Pâques" — Paris : P. Maumus, 214 p., 1833
- Le Petit Ermite (Gottfried, der junge Einsiedler) — Paris : Gaume frères, 120 p., 1834. Paru également sous le titre : Théophile, le petit ermite ; Tours : Alfred Mame, 164 p., 1836
- Ferdinand, histoire d'un jeune comte espagnol — Traduite par F.-C. Gérard ; Paris, 1835. Paru également sous le titre : Fernando, histoire d'un jeune espagnol ; Paris : Levrault, 1835. Dernière réédition : 1925 ; Tours : A. Mame et fils
- Godefroy, ou le Robinson allemand — Traduit par E. H.; Paris : J. Langlumé et Peltier, 193 p., 1835
- Le Maître d'école de village (suivi de Le Nid d'oiseaux) — Traduit par Antoine de Saint-Gervais ; Paris : Langlumé et Peltier, 193 p., 1835
- Ludovico, ou le Petit émigré (Ludwig, der kleine Auswanderer ) — Paris : Levrault, 90 p., 1835. Paru également sous le titre : Louis, le petit émigré, 124 p., Paris : Gaume frères, 1835. Dernière réédition : 1936 ; Tours : Alfred Mame
- La Bonne Fridoline et la méchante Dorothée — Traduit par M. L. Hunkler ; Paris : Gaume frères, collection : « Bibliothèque instructive et amusante », 177 p., 1835. Dernière réédition : 1942 ; Tours : Alfred Mame
- Mathilde, ou l'Orpheline de la Suisse — Paris : Gaume frères, 128 p., 1835
- A toi, mon enfant, récits sous le tilleul du presbytère écrit en collaboration avec Johann Rudolf Wyss — Paris : Audin, 291 p., 1836[19].
- Fleurs de mai — Paris : Audin, 302 p., 1836[20]
- Eustache, ou Épisode des premiers temps du christianisme (Eustachius. Eine Geschichte der christlichen Vorzeit, 1828) — Tours : A. Mame, 172 p., 1836. Dernière réédition : 1925 ; Tours : A. Mame et fils
- La Chartreuse (Das Karhäuserkloster) — Traduit par L. Friedel ; Tours : A. Mame, collection « Bibliothèque de la jeunesse chrétienne », 172 p., 1836. Dernière réédition : 1925 ; Tours : A. Mame et fils. Dernière réédition en 1925. Paru également sous le titre Le Couvent de chartreux
- Le Rosier (suivi de La Mouche) — Tours : A. Mame, coll. « Bibliothèque de la jeunesse chrétienne », 180 p., 1836
- La Mouche — Châtillon-sur-Seine : C. Cornillac, 100 p., 1837
- La Vallée d'Alméria (récit inspiré de Ferdinand) — Paris : Gaume frères, 2 vol. in-16, 1837
- Dieu (Der bekehrte Götzendiener) suivi de 19 autres petits contes — Paris : F.-G. Levrault, coll. : Récompenses aux enfants sages et studieux, 36 p., 1838
- L'Enfant qui prie (et treize autres petits contes du chanoine Schmid) — Paris : F.-G. Levrault, collection : Récompenses aux enfants sages et studieux, 36 p., 1838
- Le Pain (et dix-sept autres petits contes du chanoine Schmid) — Paris : F.-G. Levrault, coll. : Récompense aux enfants sages et studieux, 36 p., 1838
- La Bague trouvée, ou les Fruits d'une bonne éducation  — Traduit par Louis Friedel ; Tours : A. Mame, coll. Bibliothèque de la jeunesse chrétienne, 179 p., 1838[21]. Réédité sous le titre : Jean et Marie, ou les Fruits d'une bonne éducation ; Paris : Pitois-Levrault, 143 p., 1839. Dernière réédition en 1921
- L'Orage (et 14 autres petits contes du chanoine Schmid) — Paris : F.-G. Levrault, collection : Récompense aux enfants sages et studieux, 36 p., 1838
- Le Cadeau du jour de naissance — (et 18 autres petits contes) par le chanoine Schmid ; Paris ; Strasbourg : F.-G. Levrault, collection : Récompense aux enfants studieux et sages, 36 p., 1838
- Le Petit Ramoneur (Der kleine Kaminfeger) — drame en 1 acte ; Châtillon-sur-Seine : C. Cornillac, 76 p., 1838
- Le Trésor — (suivi de vingt et un petits contes par le chanoine Schmid) ; Paris : F.-G. Levrault, collection : Récompense aux enfants studieux et sages, 36 p., 1838.
- Le Frère et la sœur (suivi de 14 petits contes) — Paris : F.-G. Levrault, coll. : Récompense aux enfants sages et studieux, 36 p., 1838
- La Jeune Stéphanie — Paris : Gaume frères, 125 p., 1838
- Emma, ou l'Héroïsme filial (Emma oder die kindliche Liebe) — drame en 3 actes ; Châtillon-sur-Seine : C. Cornillac, 103 p., 1838
- Charles Seymour, ou le Dévouement filial — suivi du Petit Oiseleur (suite aux Contes du chanoine Schmid), traduit par P. Christian ; Paris, 1839
- Le Vieux château (Das alte Raubschloß) (comprend La Famille chrétienne, La Fille muette (Das stumme Kind) — Traduit par M. l'abbé Hunkler ; Paris : Gaume frères, 127 p., 1839. Paru aussi sous le titre Le Vieux Château du brigand
- Le Rossignol (Die Nachtigall) et Les Roses blanches et rouges (Die roten und die weißen Rosen) — Traduit par M. l'abbé Hunkler ; Paris : Gaume frères, 128 p., 1839. Dernière édition en 1921
- Les Deux Frères (Die zwei Brüder) — Traduit par M. l'abbé Hunkler, Paris : Gaume frères, 125 p., 1839
- Chanoine C. Schmid. Suite à ses contes. "Le Petit Fauconnier", traduit par Christian, Paris : Pitois-Levrault, 1839
- Chanoine C. Schmid. Suite à ses contes. "Le Petit Jack" — Traduit par Christian, Paris : Pitois-Levrault, 1840
- Josaphat, ou le Prince indien (Josapaht, Königsohn von Indien), histoire des premiers temps du christianisme, rajeunie par l'auteur des "Œufs de Pâques" (le chanoine Schmid) — Traduit par l'abbé Macker, Strasbourg : Vve Levrault, 1840, 260 p.
- La Chapelle du loup (Die Kapelle bei Wolfsbühl) par l'auteur des "Œufs de Pâques" — Traduit par l'abbé Macker ; Strasbourg : Vve Levrault, 52 p., 1841. Réédition en 1864. Est aussi paru sous le titre La Chapelle de Wolfsbiehl ; Lille : J. Lefort, 64 p., 1872
- Anselme (Anselmo) par l'auteur des "Œufs de Pâques" [le chanoine Schmid] — Trad. par l'abbé Macker ; Strasbourg : Vve Levrault, 75 p., 1841
- Timothée et Philémon, histoire de deux jumeaux chrétiens (Timotheus und Philemon), racontée par l'auteur des "Œufs de Pâques" [le chanoine Schmid] — Traduit par David-Didier Roth ; Paris : au bureau de l'Observateur, 141 p., 1841
- L'Inondation (Die Wasserflut am Rheine) par l'auteur des "Œufs de Pâques" [le chanoine Schmid] — Traduit par l'abbé Macker ; Strasbourg : Vve Levrault, 74 p., 1841. Est aussi paru sous le titre L'Inondation du Rhin, 1885
- Maria, ou la Fête des roses — Traduit par P. Christian ; Paris, 1845
- Mathilde et Mina, ou les Suites de l'éducation par l'auteur des "Œufs de Pâques" [le chanoine Schmid] — Strasbourg : Vve Levrault, 1847. Réédité en 1856
- Richard, ou le Fidèle serviteur (Der Kanarienvogel) (comprend : Milchen, ou le Respect dû aux morts, George, ou l'Auberge du Soleil d'or). Revu par M. l'abbé Laurent — Paris : M. Ardant frères, coll. Bibliothèque religieuse, morale, littéraire, 128 p., 1851
- Caroline, ou l'Enfant de douze ans (Die Kirschen) — Précédé et suivi d'autres histoires intéressantes, par M. l'abbé Laurent ; Paris : M. Ardant frères, , coll. Bibliothèque religieuse, morale, littéraire pour l'enfance et la jeunesse, 144 p., 1851. Réédition en 1855
- Henri Muller, ou Les Cerises — Paris : M. Ardant frères, coll : Bibliothèque religieuse, morale, littéraire, 96 p., 1854. Réédition en 1871 sous le titre Les Cerises, conte moral ; Limoges : E. Ardant et C. Thibaut, 35 p., 1871
- Les Petits Bergers, ou les Avantages de l'instruction — Rouen : Mégard, coll. Bibliothèque morale de la jeunesse (suivi d'un 2e conte), 105 p., 1858
- Les Bienfaits portent bonheur (comprend : La Chapelle de Wolfsbühl, Le Chasseur reconnaissant, Minna de Lichtenthal) — Traduit par A. H. ; Rouen : Mégard, coll. Bibliothèque morale de la jeunesse, 119 p., 1858. Réédition : 1863, 1864, 1867, 1874
- Philippe, ou l'Heureux naufrage (Gottfried, der junge Einsiedler) — Limoges : Barbou frères, coll. : Bibliothèque chrétienne et morale), 105 p., 1861. Paru aussi sous le titre Le Naufrage de l'Île aux rochers, trad. abbé Jean Laurent ; Limoges : F.-F. Ardant frères, coll. Bibliothèque chrétienne de l'adolescence et du jeune âge, 107 p., 1868. Paru aussi sous le titre Théodore le naufragé, ou Confiance en Dieu, traduit par l'abbé Laurent ; Limoges : F.-F. Ardant frères, 107 p., 1880
- Auguste et Emma, ou la Fête des enfants (suivi de Réflexions morales et historiques, Le Petit Guillot, Le Roi Croquimire) — Limoges : Barbou frères, 108 p., 1861. Réédition en 1862, 1869
- Antoine, ou l'Orphelin reconnaissant — Limoges : Barbou frères, coll. : Bibliothèque chrétienne et morale, 107 p., 1861. Est aussi paru sous le titre L'Enfant reconnaissant.
- La Poudre à canon — Traduit par l'abbé Jean Laurent ; Limoges : F.-F. Ardant frères, 71 p., 1866. Paru aussi sous le titre L'Imprudence punie et Paul et Gustave, ou l'Invention de la poudre (1877)
- L'Anneau magique (comprend : Les Buissons, Les Marguerites, Le Jugement d'un sage) — Par le chanoine Schmidt. Traduction catholique par M. l'abbé Laurent ; Limoges : F.-F. Ardant frères, coll. Bibliothèque chrétienne de l'adolescence et du jeune âge, 65 p., 1866
- La Famille allemande — Traduit par M. l'abbé Laurent ; Limoges : F.-F. Ardant frères, , coll. Bibliothèque chrétienne de l'adolescence et du jeune âge, 144 p., 1868
- Les Deux Amis — Traduit par M. l'abbé Laurent ; Limoges : F.-F. Ardant frères, coll. Bibliothèque chrétienne de l'adolescence et du jeune âge, 108 p., 1868
- Le Fidèle serviteur (Der Kanarienvogel) (et Les Jeunes Russes) — Traduit par M. l'abbé Laurent ; Limoges : F.-F. Ardant frères, coll. Bibliothèque morale et littéraire, 72 p., 1870. Paru aussi sous le titre Le Canari
- Contes du chanoine Schmid. "Le Petit voleur d’œufs", comédie en 1 acte — Lille : J. Lefort, 63 p., 1872
- Le Myosotis (suivi de six petits contes) — Lille : J. Lefort, 63 p., 1873
- Rose, ou la Piété filiale — Limoges : E. Ardant, 108 p., 1876
- Le Gâteau (Der Kuchen) — Lille : Lefort, 63 p., 1884
- Les Carolins et les Kreutzers (et Eustache et Placidus, Le Nid — Limoges : E. Ardant, 72 p., 1884

#### Contes publiés dans des recueils
- Angélique (Angelica)
- L'Agneau (Das Lämmchen)

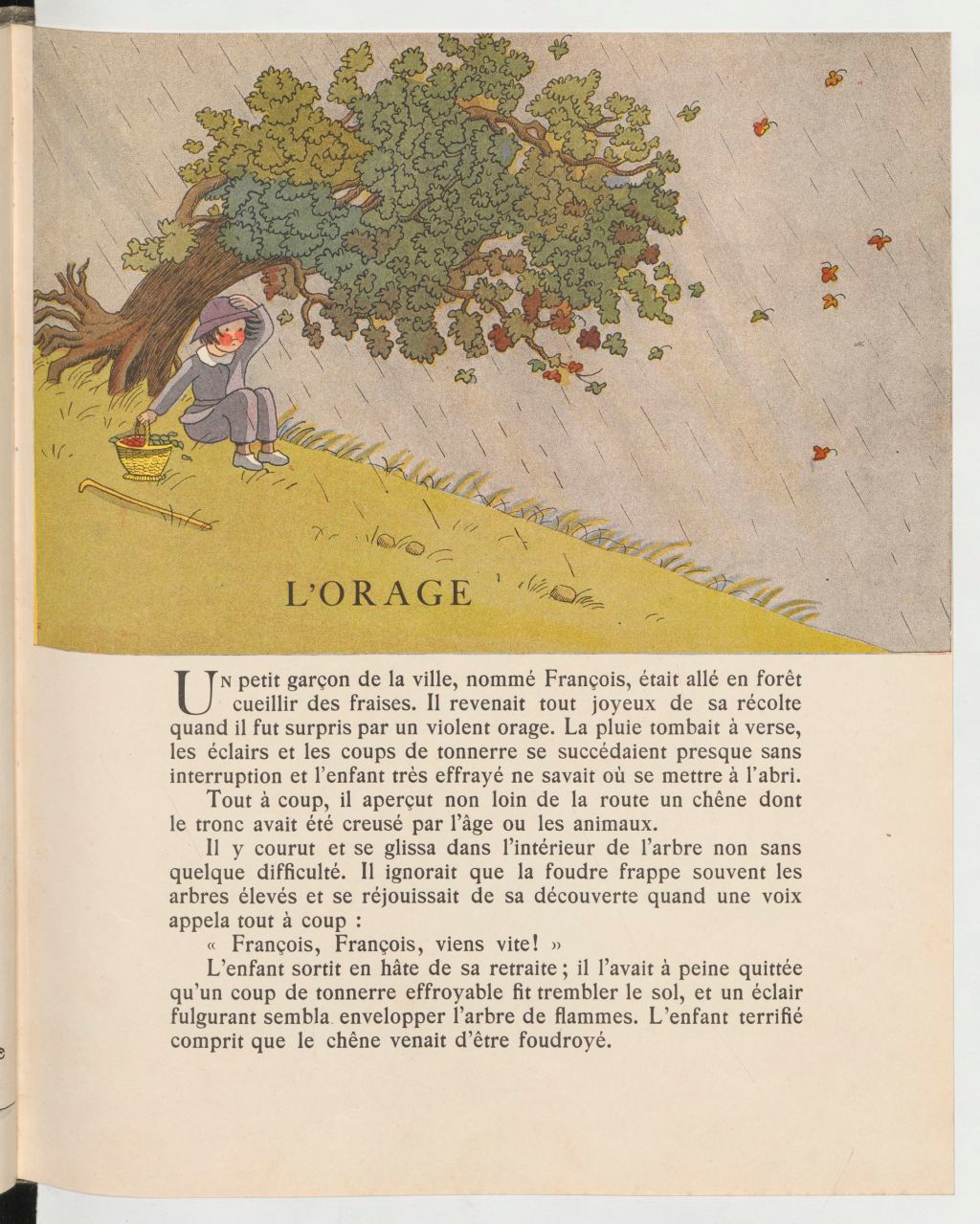
L'Orage

- La Bague de diamant (Der Diamantring)
- La Barque du pêcheur
- Le Berger pieux
- Le Bon Curé
- Le Bon Petit Enfant
- La Bonne Émulation
- La Bourse
- Les Buissons
- Les Caquets
- La Chaîne
- Le chou
- Clara (Klara oder die Gefahren der Unschuld)
- La Corde
- Le Coq
- Le Concert improvisé
- La Cruche à l'eau (Der Wasserkrug)
- Durval et Colin
- L'Enfant et les pêches
- L'Enfant qui ne veut pas mentir
- L'Héritage le meilleur (Das beste Erbteil)
- L'Image de Marie (Das Marienbild)
- L’Incendie
- Le morceau de fer à cheval
- Le Jugement d'un sage
- Les Jeunes Russes
- Les Kreutzers rouges
- Lucile et Angèle, ou les Deux éducations
- La Luciole
- Les Marguerites (Die Margaretenblümchen)
- La Mendiante
- Le Melon (Die Melone)
- Le Meilleur Pays
- Le Nid d'oiseau (Das Vogelnestchen)
- Le Manteau
- Le Miroir
- L’Œil qui voit tout
- L'orage
- L'Orgueilleuse
- Pauline
- Le Petit Savoyard
- Le Petit Voleur de poissons
- La Prière au lever du soleil
- La Réconciliation au Saint-Sépulcre
- Theodora
- Titus (Titus und seine Familie)
- La Tourterelle
- Un triste voyage
- Le Vrai Courage

#### Contes inédits en France
- Adelheid von Thalheim
- Die Ährenleserin
- Der alte Weidenbaum
- Das Beschädigte Gemälde
- Der Blumenkranz
- Der Brautring
- Der Druckfehler
- Die Edle Jungfrau
- Die Feuersbrunst
- Florentin Walther
- Gottlieb Reinhold
- Die Himbeeren
- Das Johanniskäferchen
- Kupfermünzen und Goldstücke
- Die Lautenspielerin
- Paul Arnold
- Der Rosenstock
- Das Rotkehlchen
- Das Täöubchen
- Waldomir
- Walpurgis
- Der Wunderarzt
- Zweites Bändchen

### Recueils en français

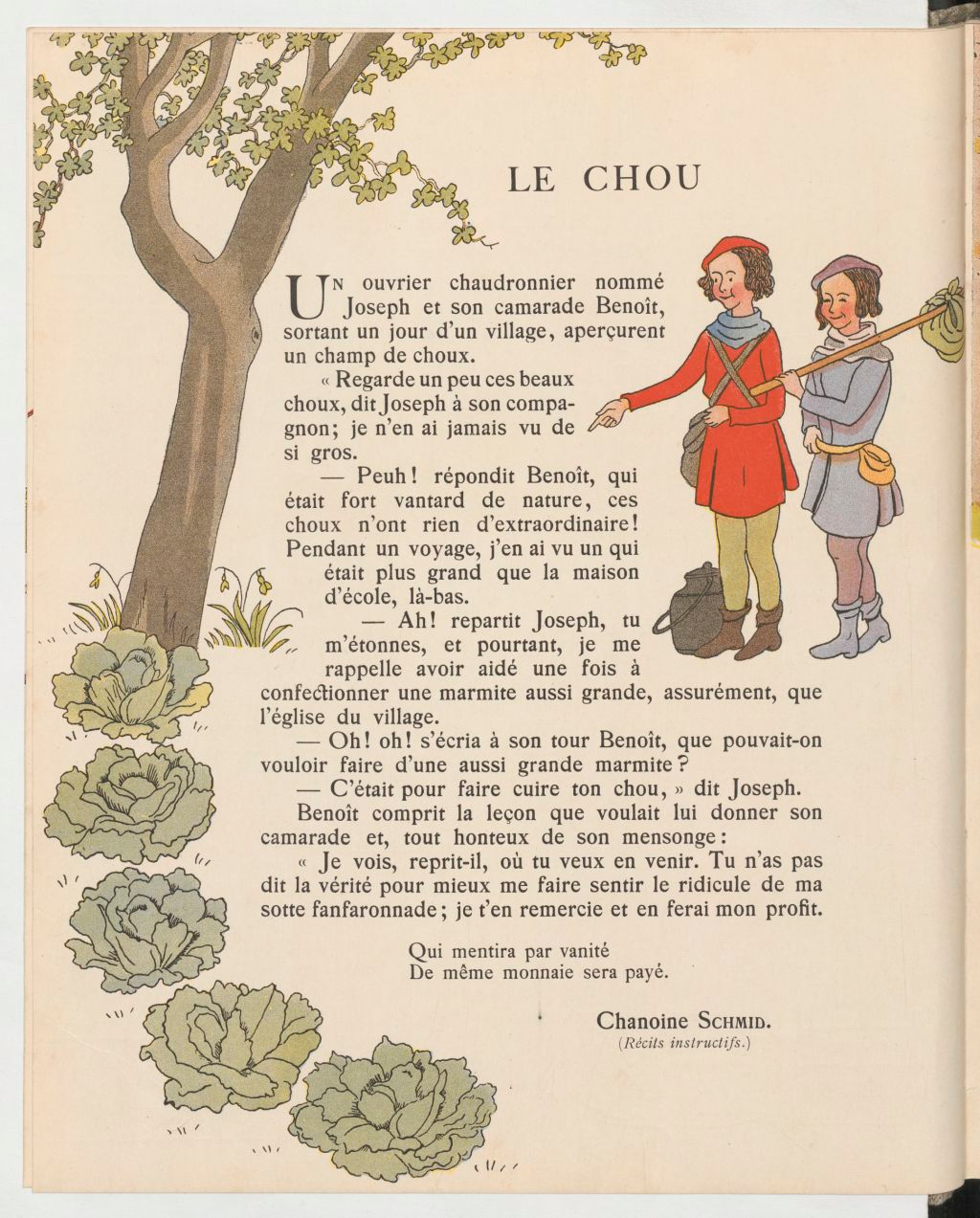
Le Chou, illustré par M. M. Franc-Nohain

- Les Veillées des enfants - Nouveaux contes moraux instructifs et amusants[22] — Traduit par E. du Châtenet, Limoges : Eugène Ardent et Cie., 238 p. Lire en ligne

- 1830 : Historiettes pour former le cœur et l'esprit des enfants (43 petits contes de Schmid) — Prières. Conseils pour la santé ; Strasbourg : F.-G. Levrault, 141 p. Rééditions : 1852,

- 1834 : Souvenirs utiles, ou Lectures récréatives et morales, dédiées à la jeunesse chrétienne (comprend : Les Œufs de Pâques, L'Agneau) — Traduit par Louis Friedel. Tome premier ; Paris : L. Friedel

- 1834 : La Vertu en action, ou recueil de contes instructifs et amusants — Paris : Langlumé et Peltier, 1834. Réédition en 1841.

- 1835 : Petite Bibliothèque catholique du premier âge (contes traduits et imités de l'allemand du chanoine Schmid) — Paris (20, rue Cassette)[23]

- 1835 : Nouveaux petits contes pour les enfants (26 contes) — Traduit par Louis Friedel ; Paris : P. Dupont, 64 p.

- 1836 : Œuvres du chanoine Schmid — Traduites par le chanoine Nicolas Desgarets ; Lyon : J.-F. Rolland[24]

- 1836 : Cent petits contes pour les enfants (Hundert Erzählungen von Christoph Schmid — Traduits par Louis Friedel ; Tours : A. Mame, 171 p. Rééditions : 1912, 1920, 1924, 1928

- 1836 : Choix d'histoires morales (27 petits contes) — Paris : Gaume frères, 128 p.

- 1837 : Sept nouveaux contes pour les enfants — Traduits par Louis Friedel ; Tours : A. Mame, collection : « Bibliothèque de la jeunesse chrétienne », 180 p[25].

- 1838 : Sept nouveaux contes pour les enfants — Traduits du chanoine Schmid par Mme Estelle Raybois ; Nancy : Grimblot, Thomas et Raybois, 152 p[26].

- 1838 : Œuvres complètes du chanoine Schmid — Traduites par M. Filleul de Petigny ; Paris : Société reproductive des bons livres, 356 p[27].

- 1838 : Petites historiettes pour le jeune âge (50 petits contes) — Châtillon-sur-Seine : C. Cornillac, 111 p.

- 1839 : La Famille chrétienne, suivie de nouvelles historiettes — Traduit par L. Friedel ; Tours : A. Mame, collection : Bibliothèque de la jeunesse chrétienne, 177 pages[28]. Rééditions : 1843, 1845, 1847, 1850, 1853, 1856, 1860, 1864, 1868, 1872, 1877, 1883, 1885, 1892, 1895, 1899, 1902, 1907, 1912, 1920, 1925

- 1839 : Contes dédiés à l'adolescence — par l'auteur des "Œufs de Pâques" [le chanoine Christophe Schmid], traduit par l'Abbé Macker ; Paris : Pitois-Levrault[29]

- 1841-1842 : Œuvres complètes du chanoine Schmid — nouvelle traduction de l'allemand d'après la dernière édition de 1841, publiée par les soins de M. Michaud, traduit par David-Didier Roth ; Paris : Louis-Gabriel Michaud et A. Le Clère, 7 volumes[30].

- 1843 : Œuvres complètes du chanoine Schmid — nouvelle traduction de l'allemand d'après l'édition définitive de 1841 à 1844, seule traduction française où les contes sont rangés dans l'ordre méthodique voulu par l'auteur ; Paris : A. Le Clère. Rééditions: 1844-1845, 1873-1880, 1877-1885[31].

- 1846 : Le Petit Conteur des enfants — historiettes morales extraites de Berquin, Schmidt, etc., traduit par l'abbé Laurent ; Paris : M. Ardant frères, 128 p.

- Avantage de la bonne éducation, ou Histoire de deux enfants bien élevés — racontée en lettres, pouvant servir de modèles de lecture et de style épistolaire, d'après Christ. Schmidt, traduit par l'abbé Spitz ; Strasbourg : impr. de Fassli et Ohlmann, 46 p., 1847

- 1850 : Livre de lecture du premier âge, ou Historiettes et nouvelles morales à la portée des petits enfants — à l'usage des écoles primaires, par le chanoine Schmidt. Traduit par L. Buffière ; Paris : Allouard et Keppelin, 148 p. (note : Morceaux choisis du chanoine Schmid adaptés à l'usage des écoles primaires). Réédition en 1857

- 1859 : Le Curé conteur — suite de vingt-quatre contes choisis, tirés des œuvres du chanoine Schmith, traduits par M. G. Desvosges, illustrés par Victor Adam ; Pont-à-Mousson : Haguenthal, 48 p.

- 1862 : Œuvres choisies du chanoine Christophe Schmid — Tours : A. Mame, coll. Bibliothèque de la jeunesse chrétienne, 4 volumes[32]

- 1864 : Les Délassements de l'enfance, petits contes (43 contes) — Limoges : M. Ardant frères, coll. Bibliothèque religieuse, morale, littéraire pour l'enfance et la jeunesse, 72 p.

- 1865 : Étrennes aux enfants (nouveaux contes) — Traduit et imité de l'allemand du chanoine Schmidt par E. Du Chatenet ; Limoges : M. Ardant frères

- 1867 : Le Conseiller de l'enfance, contes et historiettes pour former l'esprit et le cœur — Vingt-sept petits contes. Chansonnettes et historiettes traduits par E. Du Chatenet ; Limoges : E. Ardant, 144 p. Rééditions : 1873, 1882, 1884, 1886

- 1868 : Cent quatre-vingt-dix contes pour les enfants par le chanoine Schmid ; traduits par André Van Hasselt, illustrés de 29 gravures sur bois par Bertall ; Paris : Hachette et Cie, collection : Bibliothèque rose illustrée, 1 vol, 340 p. Rééditions : 1879, 1887, 1900, 1908, 1910. Lire en ligne

- 1873 : Le Moraliste des petits enfants — Contes traduits par E. Du Chatenet ; Limoges. Rééditions : 1983, 1985, 1888, 1891, 1892, 1895

- 1880 : Contes pour les petites filles (12 petits contes) — Limoges : E. Ardant, 64 p.

- 1885 : Contes pour les petits garçons par Schmidt [sic] ; Limoges : E. Ardant, DL 64 p.

- 1873 : Cent trois contes pour les enfants du chanoine Ch. von Schmidt [sic] —  Trad. E. de Corgnac ; Limoges : Ardant, 240 p. Rééditions : 1888, 1890

- 1928 : Contes de Schmid — Traduction de l'abbé Macker, la seule approuvée par l'auteur. Illustrée par Gustave Staal d'un grand nombre de vignettes intercalées dans le texte ; gravées par Gusmand ; Édition :  Nouvelle édition, Paris : librairie Garnier frères, 490 p. Réédition en 1931, 1937

- 1943 : Contes de Schmid — Traduits par A. Canaux. Images de Marie-Madeleine Franc-Nohain ; Tours, Mame, In-4°, 96 p.

- 2013 : 190 contes pour les enfants de Johann Christoph Von Schmid — Traduits de l'allemand par Didier et Catherine Delannay ; Saint-Denis : Édilivre, 220 p.  (ISBN 978-2-332-62714-8)

### Écrits religieux
- Histoire de la Bible, avec des réflexions morales, mise à la portée des enfants (Biblische Geschichte für Kinder, 1801) — Traduction libre de l'ouvrage allemand de Schmidt. Premier volume. Histoire de l'Ancien Testament ; Metz, In-16, 396 p., 1821

- Histoire sainte dédiée à l'enfance — Traduite par Th. Derome, principal du collège d'Haguenau. Tome 1. Haguenau : L. Koessler, 4 vol. ; in-16, 1830

- Histoires tirées de l'Écriture Sainte, Ancien Testament — Paris : Levrault, 140 p., 1830

- Histoires tirées de l'Écriture Sainte, Nouveau Testament — Paris : Levrault, 156 p., 1830

- Histoire biblique pour les Enfants (Biblische Geschichte für Kinder) — Extrait du grand ouvrage de M. Schmid ; Mulhouse : J. P. Rissler

- Nouvel abrégé de l'histoire de l'Ancien Testament, à l'usage de la jeunesse — Traduit par Louis Friedel ; Tours : A. Mame, collection « Bibliothèque de la jeunesse chrétienne », 180 p., 1837

- Les Fleurs du désert — histoires tirées de la vie des premiers ermites chrétiens, par l'auteur des "Œufs de Pâques" [le chanoine Schmid]. Traduit par Henri de M. ; Moulins : P.-A. Desrosiers, 143 p., 1842

- 1854 : La Vertu en exemples — historiettes morales, par M. le Cte Ph. ["sic"] de Ségur et Mme la Bonne de Norew ; Limoges : M. Ardant frères, coll. Bibliothèque religieuse, morale et littéraire, 216 p[33].

- Livre de prières à l'usage de la jeunesse — par le chanoine Christophe de Schmid, traduit par M. l'abbé Bélet ; Paris : C. Dillet, 276 p., 1859

- Conversation de deux pèlerins allant au Calvaire dans le temps de la mort de Jésus-Christ — opuscule inédit du chanoine Schmid. Traduction de l'abbé Pierre Bélet ; Tourcoing : l'Œuvre de la propagande catholique, 144 p., 1870

- Laudatele, livre de cantiques

- Catéchisme allemand

- Jesus Am Oelberge, 1832

- Die Apostel Deutschlands. Eine Geschichte der Einführung und Verbreitung der Religion Jesu Christi in Deutschland. Aus glaubwürdigen Lebensbeschreibungen der Heiligen zusammengestellt

### Pièces de théâtre
- 1832 : Le Petit théâtre de l'enfance (Die kleine Lautenspielerin, Schauspiel — Paris : Levrault, 1833[34], Paris : Levrault, 155 p., 1833

- Théâtre du jeune âge — de l'Abbé Schmid, chanoine ; nouvelle traduction de l'allemand faite avec le consentement de l'auteur ; Lille : L. Lefort, 444 p, 1849

- 1833 : Kleine Schauspiele für Familienkreise

### Autobiographie
- 1853-1857 : Souvenirs de ma vie, mémoires du chanoine Schmid (Erinnerungen aus meinem Leben), publiés et continués par l'abbé Werfer, traduction précédée d'une étude sur le clergé d'Allemagne au XIXe siècle, par l'abbé C. S. Dodille ; Paris : H. Casterman, 727 p., 1858. Réédition en 1958.